# Simshøvl
Simshøvle er en type høvl, der udgør en broget mangfoldighed, og navnene på de forskellige typer er multiple: falssimshøvl, gesimshøvl, liggende, nærgående eller tætgående simshøvl, ma(h)l-, mophøvl, gnubber, morsehøvl, mushøvl eller musehøvl, der er en liggende og tætgående sidesimshøvl, endvidere smigsimshøvl, tilsimsningshøvl og næsehøvl, der har jernet siddende (næsten) helt fremme i tåen. De fleste profilhøvle er simshøvle, det samme en del smalle hulkelhøvle. Nedladningshøvl eller nedlægningshøvle er simshøvle. Kombihøvl, kanthøvl og nothøvl er det og gelændersnedkerens små gelænderhøvle, "gejsfushøvle". I visse tilfælde må vangehøvlen ligeledes regnes hertil.

## Størrelse
Simshøvlen er normalt ret smal, bredde 16-40 mm. Det karakteristiske for typen er, at jernet for neden er jævnbredt med sålen, og oftest ender i en lang tunge der er kilet fast i stokken. På ældre eksemplarer ses jernet at være indsat fra siden, nærmest i en slags not, mens det på nyere er fæstnet i et udstemt hul midt i stokken; på denne måde svækkes vangerne ikke unødigt.
Da stokken på simshøvle af træ er så smal er der ikke plads til et egentligt spånhul, og spånerne må derfor ledes bort gennem et gennemgående hul umiddelbart over spunsen.

## Andre former
Jernsimshøvle er gerne små handy stykker værktøj, først og fremmest i form af næsehøvle. Det er dem der oftest benævnes gnubbere (jf. Th. Topp, 1939) mus- eller morsehøvle. De fleste af dem er forsynet med hvad Topp kalder forstilling, et stykke jern der bøjer hen foran høvljernet og danner (stilbar) spunsåbning.
Der har gennem tiden været gjort mange bestræbelser på at udvikle tætgående typer, så snedkeren ikke behøvede at fjerne en dør mens han simsede karmen. Et af resultaterne er den liggende simshøvl, som i dens forskellige former bliver kaldt tilsimsningshøvl.
På nogen høvle med træstok ses en regulerbar spuns, der består af en bevægelig klods i forenden af sålen, fastgjort med en bolt og en fløjmøtrik.

## Ekstern Henvisning
- http://www.baskholm.dk/haandbog/haandbog.html Arkiveret 16. september 2008 hos  Wayback Machine